# 格雷格·琼斯
格雷格·琼斯（英語：Greg Jones，1989年1月31日—），生于新南威尔士州悉尼，澳大利亚男子网球运动员，2007年成为职业球手。他曾代表澳大利亚参加2010年英联邦运动会网球比赛，获得男子单打银牌。